# جيوردانو (لاعب كرة قدم)
جيوردانو هو لاعب كرة قدم برازيلي في مركز الدفاع، ولد في 5 أغسطس 1993 في بورتو أليغري في البرازيل. لعب مع نادي بيرا مار.